# Atrosillo
Atrosillo es un despoblado medieval de la provincia de Huesca (Aragón, España). El lugar se encuentra en el término municipal de Castiello de Jaca (provincia de Huesca).

## Toponimia
Lugar de donde tomó el nombre el linaje Atrosillo.

## Patrimonio
- Ermita de Santa María de Trujillo del siglo XII.[2]